# Clara Büttiker
Pour l’article homonyme, voir Büttiker.
Œuvres principales
Höhenmenschen
Clara Büttiker, née le 27 septembre 1886 à Olten et morte le 11 février 1967 dans la même ville, est un écrivain suisse d'expression allemande. Elle est notamment l'auteur du roman Höhenmenschen et l'éditrice de l'Annuaire des femmes suisses (de) de 1911 à 1960.
Militante des droits des femmes, elle exerce également des activités de journaliste et de libraire.

## Biographie

### Origines et proches
Clara Büttiker naît le 27 septembre 1886 à Olten, dans le canton de Soleure. Originaire du même lieu, elle est la fille d'Eduard Büttiker, secrétaire municipal d'Olten. Après la mort prématurée de sa mère, née Bertha Zoller, en 1888 ou 1889, elle est élevée par sa sœur aînée, sa grand-mère et son père.
Restée célibataire toute sa vie, elle vit à partir de 1921 avec Emma Laub, une Bâloise qu'elle rencontre à Davos lors d'une cure prescrite à la suite d'une mauvaise grippe. Elles restent ensemble pendant 42 ans, jusqu'à la mort d'Emma Laub en 1963.

### Jeunesse, études et parcours professionnel
Clara Büttiker passe son enfance à Olten. Au terme de sa scolarité, elle séjourne en Suisse romande puis suit les cours d'une école de commerce suivie de l'École des Beaux-Arts de Neuchâtel. 
Elle mène par la suite des activités d'écrivain et de journaliste. Outre des poèmes, des nouvelles et de nombreuses biographies de femmes écrivains ou artistes, elle est notamment l'auteur, en 1910, du roman Höhenmenschen.
Clara Büttiker fonde en 1911 le Schweizerischer Frauenkalender, almanach de l'actualité littéraire et artistique féminine, où paraissent également, après sa fusion avec l'Annuaire des femmes suisses (de), des articles politiques. Elle y est rédactrice et éditrice jusqu'en 1960. Elle collabore aussi en 1920 et 1921 au journal Der Schweizer Demokrat, proche du Parti radical-démocratique et en dirige même trois numéros. Ses biographies, poèmes et autres écrits sont publiés dans de nombreux journaux suisses alémaniques. Elle tient aussi pendant plusieurs années une chronique au Tages-Anzeiger. 
Elle dirige une librairie-papeterie à Davos, dans le canton des Grisons, avec sa compagne, Emma Laub, de 1921 à 1945. Elles retournent ensuite en plaine pour vivre à Olten, sur recommandation des ophtalmologues de Clara Büttiker, qui souffre depuis longtemps d'une maladie oculaire incurable. Elle est à partir de cette période pratiquement aveugle.

### Mort et sépulture
Clara Büttiker meurt le 11 février 1967 à Olten, à l'âge de 80 ans, quatre ans avant l'introduction du droit de vote des femmes au niveau fédéral en Suisse.
Elle est enterrée au cimetière de Meisenhard à Olten.

## Archives
Ses archives sont conservées aux Archives municipales d'Olten (de).

## Publications
- (de) Höhenmenschen, Aarau, Éditions Sauerländer (de), 1910, 246 p.
- (de) Hans Brunner (dir.) et Clara Büttiker, Clara Büttiker, Olten, Olten, Éditions Knapp (de), 2011, 92 p. (ISBN 9783905848496)